# Louarsab Nikolaïevitch Andronikov
Prince Louarsab Nikolaïevitch Andronikov. (En alphabet cyrillique: Князь Луарсаб Николаевич Андроников, né le 14 février 1872 à Ojio (Province de Tiflis - aujourd'hui district d'Akhmeta en Kakhétie - Géorgie), décédé le 19 décembre 1939 à Tbilissi. Avocat russe puis soviétique.

## Famille
Fils aîné du prince et major Nikolaï Vissarionovitch Andronikov (1836-1882).
Le prince Louarsab Nikolaïevitch Andronikov épousa Iekaterina Iakovlevna Goureva, fille de Iakov Iakovlevitch Gourevitch (1869-1942).
Trois enfants sont nés de cette union :
- Ielizaveta Louarsabovna Andronikova : (1901-1985), Directeur de la bibliothèque principale de l'Observatoire géophysique de Leningrad[1].
- Irakli Louarsabovitch Andronikov
- Ielevter Louarsabovitch Andronikov : (1910-1989), Docteur ès sciences physiques, membre de l'Académie des Sciences de Géorgie[2].

## Biographie
Descendant d'une longue lignée de princes de Kakhétie, les Andronikachvili, eux-mêmes descendants d'Andronic Ier Comnène, le prince Louarsab Nikolaïevitch Andronikov étudia à l'école secondaire de Tiflis, après l'obtention de son diplôme, il poursuivit ses études à la faculté de droit de l'Université de Saint-Petersbourg. Le climat social et politique de l'époque favorisa son choix dans la poursuite de ses études. Le prince Louarsab Andronikov fut une personnalité active, il ne resta pas insensible aux réalités de la vie sociale de cette fin du XIXe siècle. Il se mit en quête d'une profession lui permettant d'entrer dans la vie publique.
Au cours de ses études à la faculté de droit, le prince assista à des conférences et aux cours dirigés par des sommités de la science juridique de cette époque : Korchounov (théoricien du droit), Sergueevitch (historien du droit), Sergueevski (spécialiste du droit pénal). Au cours de son enseignement, le prince prit conscience que la philosophie était un élément essentiel pour la bonne compréhension des difficultés rencontrées dans les affaires judiciaires. En 1898, afin d'approfondir sa culture en matière philosophique, il poursuivit ses études à l'Université de Heidelberg. Fin 1897, de retour en Russie impériale, il reprit ses études de droit à l'Université de Saint-Petersbourg.
Grâce à ses qualités, le prince Andronikov fut admis au sein d'une célèbre famille d'intellectuels de Saint-Petersbourg : les Gourevitch.
Après l'obtention de son diplôme en 1899, deux choix se présentèrent à lui : le premier, celui poursuivre ses études à l'Université dans la perspective d'une carrière universitaire, le second : d'opter pour une profession au service de la vérité et de la justice. Le prince se prononça pour la seconde proposition. Sa personnalité humaniste guida le prince à venir en aide aux révolutionnaires et aux réformateurs malmenant en cette fin du XIXe siècle le pouvoir en place. Le 18 octobre 1899, il accepta le poste d'assistant juriste au barreau de Saint-Petersbourg. Enfin, le 7 janvier 1906, il embrassa la carrière d'avocat à la cour de justice de Saint-Petersbourg.
À Saint-Petersbourg comme à Moscou, les « jeunes avocats » commencèrent à s'associer puis à se réunir en groupes, chacun d'entre eux s'engagea à défendre ensemble les entreprises politiques dans les capitales et grandes villes de l'Empire.
Le cercle des Avocats de gauche de Saint-Petersbourg fut l'un des premiers fondés et, rapidement, ce groupe devint l'un des plus puissants de l'Empire. Il se composa entre autres de : A.S. Zaroudny, Nikolaï Dmitrievitch Sokolov (1870-1928) ardents défenseurs des causes politiques. Des futurs ministres de la justice furent également membres de ce cercle : A.A Demianovna, P.N Pereverzev, le futur Président du Gouvernement provisoire : Alexandre Fiodorovitch Kerenski, B.G. Lopatine, F.A Volkenstein et F.S Vroublevski. Quant au prince Andronikov, rapidement il acquit un statut important au sein du parti d'extrême gauche du barreau des avocats.
Son collègue A.S. Zaroudny décrivit le prince Andronikov comme : « L'un des avocats les plus talentueux de Saint-Petersbourg ». Le prince plaida à 150 reprises dans des procès politiques. Très vite son talent fut connu dans tout l'Empire, sa réputation s'étendit au-delà des frontières russes : en 1902, il plaida dans l'affaire de la manifestation des ouvriers de Batoumi. en 1903, il assura la défense des travailleurs grévistes de Rostov-sur-le-Don, des députés du conseil ouvrier Saint-Petersbourgeois, la mutinerie des marins de Sebastopol en 1906.
Selon les témoignages des personnes présentes lors des procès (défendeurs et avocats), le prince Andronikov assura avec passion la défense de ses clients. Au cours de l'affaire de la manifestation des ouvriers grévistes de Rostov-sur-le-Don, à maintes reprises, Louarsab Andronikov fut en désaccord avec le Président du tribunal. Le procès terminé, les accusés lui témoignèrent toute leur reconnaissance.
Le parti tsariste se méfia de Louarsab Andronikov du prince, il jugea le prince politiquement peu fiable. Le 10 février 1905, au cours d'un discours, il prôna la chute du régime politique autocrate en Russie.
Les évènements de la Révolution de février 1917 et d'octobre 1917 enthousiasmèrent le prince. La même année, le gouvernement provisoire le nomma au poste de sénateur du Département criminel.
En 1918, il fut convié à enseigner l'histoire de la philosophie à l'Institut pédagogique de Toula, il demeura à ce poste de 1918 à 1921. La même année, il revint à Moscou pour enseigner l'éloquence juridique à l'Institut de Moscou. Puis au cours de l'année 1921, Louarsab Andronikov reçut sa mutation pour l'Université de Tbilissi où il occupa le poste de professeur d'Université. Ses qualités intellectuelles lui valurent un accueil enthousiaste de la part de ses collègues enseignants. Le Conseil lui confia l'enseignement scientifique des jeunes avocats. Il leur enseigna : la théorie du droit, le droit civil, le droit pénal, la procédure pénale, il tint également des conférences sur le philosophe Georg Wilhelm Friedrich Hegel. Quelques années avant son décès, il occupa le poste de professeur de droit civil et de droit pénal. En qualité de juriste, en Géorgie, le prince travailla « à la rédaction de presque tous les actes majeurs législatifs de la Fédération de Transcaucasie et la RSS de Géorgie » Il se mit au service du pouvoir en place, à ce titre, il remplit différentes missions pour l'État soviétique, en 1930, il fut mandaté par les autorités gouvernementales soviétiques pour la liquidation de la concession Harriman aux États-Unis.
Il échappera aux Grandes Purges staliniennes menées contre les membres exerçant une profession de juriste avant la Révolution russe.

## Décès et inhumation
Le 19 décembre 1939 Louarsab Nikolaïevitch Andronikov décéda d'un sarcome à la jambe. Il fut inhumé au Panthéon Didubiski à Tbilissi (Panthéon où furent inhumés des écrivains célèbres, des scientifiques, des artistes, des héros nationaux de Géorgie),.